# الیسون شوارتز
الیسون شوارتز (به انگلیسی: Allyson Schwartz) نمایندهٔ حوزه انتخابیه سیزدهم پنسیلوانیا از حزب دموکرات ایالات متحده آمریکا در مجلس نمایندگان ایالات متحده آمریکا است که برای نخستین‌بار در ۲۴ ژانویه ۲۰۰۵ میلادی به‌عضویت این مجلس درآمد.